# Roy Coffin
Roy Riddell Coffin, född 10 maj 1898 i Philadelphia, död 10 november 1982 i Wallingford, var en amerikansk landhockeyspelare.
Coffin blev olympisk bronsmedaljör i landhockey vid sommarspelen 1932 i Los Angeles.